# Lin Zongsu
Lin Zongsu   (Minhou, 1878 - Kunming, 1944) fou una sufragista i escriptora xinesa. Va fundar la primera organització de sufragi femení a la Xina i va ser una de les activistes polítiques feministes més destacades de la Xina durant el període de la república . També es va convertir en una de les primeres dones periodistes i editores de diaris a la Xina. Com a periodista, va publicar àmpliament sobre els drets de les dones i va dirigir diverses organitzacions de dones fins que es va suprimir la democràcia el 1913. Més tard, va ensenyar a Singapur i hi va dirigir una empresa de navegació que va poder finançar els diaris del seu germà a la Xina. Després d’una dècada al sud-est asiàtic, ella i el seu marit van tornar a la Xina i van viure a la part sud del país on es trobaven les seves operacions comercials.

## Biografia
Lin Zongsu va néixer el 1878 a Minhou, a la província de Fujian (Xina). És filla de Lin Jianquan (xinès: 林剑泉), escriptor, i Huang Fu (xinès: 黄夫), compositora. Els seus pares van optar per no embenar-li els peus i la seva mare la va cuidar a casa. Quan va morir la seva mare, Lin encara era bastant jove i vivia amb un oncle, mentre assistia a una escola occidental. Cap al 1898 es va traslladar a Hangzhou, on vivia el seu germà gran, que era periodista. Va conèixer els naixents grups revolucionaris anti-Qing i va conèixer Qiu Jin, que després es convertiria en màrtir de la revolució. El 1902, va començar a estudiar a la Escola Patriotica Femenina (xinès: 爱国女校学) de Xangai. L'escola era una alternativa radical de les escoles tradicionals xineses, barrejant l'estudi de la química i la física amb la història de la Revolució Francesa i el moviment nihilista rus, a més de defensar el compromís polític de les dones. El 1903 va marxar amb altres estudiants xineses al Japó.
Com altres estudiants durant aquest període, Lin, volia poder aprendre fora del sistema dominat pel govern de la Xina i aprendre una sensibilitat moderna. Va marxar en protesta contra la guerra russo-japonesa i es va unir a la Creu Roja Japonesa per aprendre habilitats mèdiques i poder ajudar amb soldats ferits. També va fundar la primera associació d'estudiants femenines amb altres estudiants xineses, anomenada Societat d'Amor Mutu (xinès: 共爱会), que defensava els drets de les dones i el seu dret a l'educació. L'organització va publicar les seves opinions a la revista Jiangsu i Lin va començar a escriure assajos sobre igualtat. El 1903, va publicar a Jiangsu un prefaci de A Tocsin for Women (xinès: 女界鐘) escrit per Jin Songcen, que instava les dones a alliberar-se a si mateixes i a la seva nació.
Després d’un any al Japó, va tornar a Xangai i va anar a treballar al diari del seu germà Notícies Vernaculars de la Xina (xinès: 中国白话报), convertint-se en una de les primeres periodistes femenines a la Xina. També es va convertir en editora associada del Alarma Diària(xinès: 警钟日报). Ambdós articles proporcionaven anàlisis i comentaris sobre la democràcia i Lin va escriure molts articles defensant la revolució, abans que ambdós fossin forçats a tancar pel govern el 1905. Va decidir tornar al Japó per estudiar a l'Escola Normal Superior de Tóquio. Aquella tardor, quan Huang Xing va instal·lar una fàbrica de municions a Yokohama, ella i altres estudiants xinesos van començar a participar en activitats anarquistes i se les va conèixer com a "heroïnes de Sophia", en referència a les activitats de Sophia Perovskaya. El desembre de 1905, es va unir als Tongmenghui de Sun Yat-sen per continuar el seu activisme i va participar en moltes de les seves activitats antigovernamentals. Aleshores, el 1906, el Ministeri d'Educació japonès va aprovar un edicte que limitava l'activitat política dels estudiants xinesos. Va completar la seva educació a l'escola normal i es va casar amb un amic del seu germà, Tong Fu (xinès: 同赴), de Xangai.

## Carrera
La dinastia Qing va caure l'octubre de 1911 amb l'èxit de la insurrecció de Wuchang i Lin va tornar a la Xina. Es va unir al Partit Socialista Xinès, liderat per Jiang Kanghu. El 12 de novembre de 1911, Lin va formar la primera organització a la Xina que tenia com a objectiu el sufragi femení, l'Aliança de Camarades pel Sufragi femení (xinès: 女子参政同志会) a Xangai. L'organització es va formar com una branca del partit socialista. També va fundar un diari, anomenat El moment de les Dones (xinès: 女子倍) per publicar informació sobre el sufragi i l'organització.
Lin es va reunir amb Sun Yat-sen a Nanjing el 1912 i va rebre la promesa que les dones obtindrien el dret a vot quan es constituís l'Assemblea Nacional. Va publicar la declaració al diari Shenzhou i al El moment de les Dones, obtenint tant aprovació com desaprovació. Sun Yat-Sen, tot i que havia donat permís perquè Lin ho publiqués, es va distanciar de la polèmica dient que el sufragi era una qüestió que decidia la majoria. Lin va publicar un altre article a Tianduo Bao amb la seva versió del debat. Després d'haver incorporat la demanda del vot femení en l'àmbit públic, diverses organitzacions de dones es van formar per pressionar pels seus drets mentre els debats sobre la Constitució provisional de la República de la Xina estaven en curs i van presentar una proposta formal d'igualtat. Quan es va aprovar la Constitució l’11 de març, no contenia cap disposició per al vot de les dones. Les dones van continuar pressionant el senat provisional i van enviar cinc peticions per demanar la legalització dels seus drets, però l' Assemblea Nacional es va negar a escoltar-les.

## Vellesa
El 1913, Lin i Tong es van divorciar i Lin va deixar la política i es va traslladar a Nanjing. La democràcia va ser suprimida sota el règim de Yuan Shikai i quan Lin va ser convidada a fugir al sud-est asiàtic, va acceptar. Per invitació de la Cambra de Comerç de Singapur, Lin es va traslladar i es va convertir en professora. Es va casar amb un comerciant de Hangzhou i van dirigir un negoci amb èxit i aconseguit molt benestar. Lin va utilitzar els seus ingressos per ajudar el seu germà a finançar el seu diari. El març de 1922, la parella va tornar a Pequín, però a causa dels interessos comercials del seu marit, aviat es va traslladar a Kaifeng, a la província de Henan. El 1925, l'únic fill de la parella va morir a Pequin, on ella s'hi havia desplaçat per acompanyar-lo en la seva malaltia. L'any següent, ella va tornar al sud. Quan va esclatar la segona guerra sino-japonesa, la família es va traslladar a Kunming, a la província de Yunnan, on va morir el 1944.